# Xylophanes jordani
Xylophanes jordani är en fjärilsart som beskrevs av Clark 1916. Xylophanes jordani ingår i släktet Xylophanes och familjen svärmare. Inga underarter finns listade i Catalogue of Life.